# Charlie fa surf
Charlie fa surf è un singolo dei Baustelle, pubblicato nel 2008 come primo estratto dal quarto album in studio Amen.

## Descrizione
La canzone è ispirata a Charlie Don't Surf, opera di Maurizio Cattelan, nella quale è rappresentato un bambino con le mani inchiodate al banco di scuola con le matite (a sua volta ispirato ad un dialogo del film Apocalypse Now, che aveva ispirato anche un brano dei Clash Charlie Don't Surf).
Francesco Bianconi, frontman dei Baustelle, ha spiegato che il testo ha due chiavi di lettura. La prima è quella che traspare chiaramente: si tratta di un canto rock and roll di ribellione adolescenziale con riferimenti ai Ramones (la mazza da baseball di Beat on the Brat) in cui il linguaggio gergale e diretto è volutamente provocatorio.
La seconda lettura è una condanna dei ragazzi d'oggi, i quali, per sentirsi diversi, non fanno che identificarsi in certe tipologie di musica e modi di essere con il risultato di diventare comunque omologati. Gli adolescenti, protagonisti del brano, vengono definiti dallo stesso Bianconi come «un esercito di piccoli ribelli inquadrati in un anticonformismo di massa» e «dei piccoli cristi caricaturali vittime di una società vuota, senza valori, che li vuole tutti uguali anche nel momento della trasgressione. In questo brano li prendo un po' in giro ma un po' li compatisco anche, la loro trasgressione è falsa e serve soltanto a tenerli a bada e ad omologarli». Bianconi afferma: «Se la cantano i Finley ha un senso, se la canto io ne ha un altro. Far cantare a me questa cosa significa mettere in ridicolo [...] fare una caricatura degli adolescenti».
Successivamente, il cantante in un'intervista a GAY.tv ha precisato il messaggio della canzone, dichiarando: «Non è una canzone anticlericale! Non è una canzone contro gli adolescenti!».
L'arpa udibile nell'introduzione è affidata a Beatrice Martini.

## Video musicale
Il videoclip è stato diretto da Stefano Poletti e Mauro Pittarello e prodotto dalla Run Multimedia, mentre la fotografia è affidata a Sebastiano Bontempi.
L'atmosfera e i colori del video ricordano volutamente l'immaginario dei cartoon anni sessanta per alleggerire il testo del brano e rendere più efficace il senso della canzone. Il protagonista, interpretato dall'aspirante concorrente di X Factor Mattia Caracciolo, è stato scelto personalmente dal gruppo tra una decina di foto. Il gruppo l'ha definito il loro video preferito insieme a quello di Love affair.
Nel 2008 è stato nominato per il Premio Videoclip Italiano del sito Rockol.it nella sezione "gruppi", vinto però da Parco Sempione di Elio e le Storie Tese, diretto da Marcello Macchia, alias Maccio Capatonda.

## Successo commerciale
Il brano è entrato in rotazione radiofonica a partire dall'11 gennaio ed è arrivato al quarto posto di 50 Songs, classifica dell'airplay radiofonico di Radio Deejay, il 16 febbraio 2008.